# Daniel Klein (Koch)
Daniel Klein (* 1991 in Plattling) ist ein deutscher Koch.

## Werdegang
Nach der Ausbildung in Plattling ging Klein 2011 zum Kempinski Airport Hotel am Flughafen München. 2014 wechselte er als Souschef nach Leipzig zu Victor’s Residenz-Hotel, wo er nach zwei Wochen mit 21 Jahren Küchenchef wurde. 2015 ging Klein als À la carte-Souschef im 5-Sterne-Hotel The Westin Leipzig und 2016 als Küchenchef für das Restaurant Syndeo im neu eröffneten 4-Sterne-Hotel Innside by Mélia. Hier entwickelte er auch die Gestaltung der Räumlichkeiten der Küche, des Gastraums und der Dachterrasse.
Im Januar 2018 eröffnete er sein eigenes Restaurant Kook 36 in Moos bei Deggendorf. 2021 wurde das Restaurant mit einem Michelinstern ausgezeichnet. Anfang 2023 zog das Restaurant nach Deggendorf um. Kleins Lebensgefährtin leitet den Service.
Im Oktober 2024 wurde er zudem Executive Chef des Restaurant edl.eins, des zweiten Restaurants mit Michelinstern in Deggendorf.
Im Juni 2025 wurde der Stern für das Kook 36 entzogen und Klein schloss das Restaurant.

## Auszeichnungen
- 2021–2025: Ein Michelinstern für das Restaurant Kook 36 in Moos[3]